# Dark Adrenaline
Dark Adrenaline es el sexto álbum de estudio de la banda italiana de metal gótico/alternativo Lacuna Coil. El álbum Dark Adrenaline, es el sucesor de Shallow Life. Para muchos críticos, la banda vuelve a sus orígenes con este disco, y fue producido por Don Gilmore (Linkin Park, Bullet For My Valentine)

## Lista de canciones
Todas las canciones escritas y compuestas por Lacuna Coil y Don Gilmore, excepto de Losing My Religion por R.E.M. 
| N.º | Título                                           | Duración |  |
| 1.  | «Trip the Darkness»                              | 3:12     |  |
| 2.  | «Against You»                                    | 3:51     |  |
| 3.  | «Kill the Light»                                 | 3:35     |  |
| 4.  | «Give Me Something More»                         | 3:56     |  |
| 5.  | «Upsidedown»                                     | 3:04     |  |
| 6.  | «End of Time»                                    | 3:53     |  |
| 7.  | «I Don't Believe in Tomorrow»                    | 4:12     |  |
| 8.  | «Intoxicated»                                    | 3:48     |  |
| 9.  | «The Army Inside»                                | 3:12     |  |
| 10. | «Losing My Religion» (Cover de R.E.M.)           | 3:42     |  |
| 11. | «Fire»                                           | 2:55     |  |
| 12. | «My Spirit»                                      | 5:50     |  |
| 13. | «Soul Inmate (Bonus)»                            | 3:22     |  |
| 14. | «Dark Adrenaline (Bonus Track edición japonesa)» | 3:19     |  |

## Listas musicales
| Lista (2012)                        | Mejor posición |
| ----------------------------------- | -------------- |
| Alemania (Media Control Charts)     | 36             |
| Bélgica - Valonia (Ultratop 40)     | 59             |
| Bélgica - Flandes (Ultratop 50)     | 70             |
| Canadá (Canadian Albums Chart)      | 46             |
| Canadá (Canadian Hard Rock Albums)  | 3              |
| España (Promusicae)                 | 77             |
| Estados Unidos (Billboard 200)      | 15             |
| Estados Unidos (Alternative Albums) | 2              |
| Estados Unidos (Rock Albums)        | 5              |
| Estados Unidos (Hard Rock Albums)   | 2              |
| Estados Unidos (Independent Albums) | 3              |
| Finlandia (Suomen virallinen lista) | 34             |
| Francia (SNEP)                      | 53             |
| Italia (FIMI)                       | 18             |
| Noruega (VG-lista)                  | 82             |
| Países Bajos (MegaCharts)           | 79             |
| Reino Unido (UK Albums Chart)       | 48             |
| Reino Unido (Rock Chart)            | 4              |
| Suiza (Schweizer Hitparade)         | 53             |

## Personal
Banda
- Cristina Scabbia - Vocales
- Andrea Ferro - Vocales
- Cristiano "Pizza" Migliore - guitarra
- Marco "Maus" Biazzi - guitarra
- Marco Coti Zelati - bajo
- Cristiano "Criz" Mozzati - batería

Producción
- Don Gilmore - Productor